# Podgradina (Livno, BiH)
 Ovo je glavno značenje pojma Podgradina (Livno, BiH). Za druga značenja pogledajte Podgradina (razdvojba).
Podgradina je naseljeno mjesto u gradu Livnu, Federacija Bosne i Hercegovine, BiH.

## Povijest
Na Rešetarici su živjeli stari Iliri i Rimljani. Arheološkim istraživanjima 1989. godine potvđeno da je ovdje bilo veliko starorimsko koje se prostiralo od Rešetarice do brežuljka Tabije, iznad današnjeg sela Podgradine.[pojasniti] Arheološka istraživanja su otkrila temelje starokršćanske bazilike i potvrdila da je ovo bogato arheološko nalazište. Bazilika je bila najopremljenija od svih bazilika onog vremena u zaleđu Narone i Salone. U samoj bazilici nađeni su artefakti. Područje Podgradine Hrvati su naselili u 7. stoljeću. Na području Rešetarice podigli su svoje naselje. 1469. godine osmanski osvajači dolaze ovamo, spaljuju naselje i staru crkvu na mjestu današnje crkve sv. Ilije, ubijaju i progone stanovništvo. Osvajači se nisu zadovoljili spaljivanjem crkve, nego su nastavili s mučenjem i ubijanjem stanoviništva tadašnje Rešetarice i stali tek kada su pobili gotovo cjelokupno stanovništvo i tri fratra koja su se zatekla u crkvi. U narodu se zadržala predaja da su Turci s uništenjem naselja zakopali zvonike crkve u neki bunar. Fra Anto Šakić 1928. pokrenuo je akciju izgradnje crkve. Prigodom kopanja temelja za crkvu 1928. godine na povijesnom mjestu zvanom Rešetarica radnici su otkrili još starije temelje za koje se pretpostavlja da su upravo temelji crkve koju su sagradili Hrvati prije mnogo stoljeća, u razdoblju od 7. do 12. stoljeća. Nađeni su starohrvatski grobovi s predmetima kao mačevi, oruđe, nakit s kojima su Hrvati pokapali svoje pokojne, a potječu iz razdoblja od 8. do 9. stoljeća. Pronađene iskopine čuva se u franjevačkom muzeju na Gorici u Livnu. Arheološka istraživanja obavljena su vrlo kasno, tek 1987. i 1989., jer u komunističkoj Jugoslaviji Hrvati se nisu smjeli baviti utvrđivanjem svoje povijesti jer se to smatralo antijugoslavenstvom. Godine 1991. godine arheološka ekipa predvođena Svetozarom Pudarićem iskopane nalaze s lokaliteta ranokršćanske bazilike i starohrvatske nekropole na Kraljičinom nasipu (Rešetarici) u Podgradini odnijela je u Sarajevo gdje su nestali bez traga, te tako nisu završila gdje su morala biti, u obližnjem franjevačkom muzeju. Na Rešetarici je danas crkva sv. Ilije. Svake se godine 20. srpnja kraj te crkvice održava se sveta misa u čast svetom Iliji Gromovniku.
Arheološko područje Rešetarica s ostacima ranokršćanske bazilike, dvije nekropole i pokretnim naslijeđem je nacionalni spomenik BiH.

## Stanovništvo

### Popisi 1971. – 1991.
| Podgradina         |              |              |              |
| Godina popisa      | 1991.        | 1981.        | 1971.        |
| Hrvati             | 782 (98,11%) | 731 (99,18%) | 365 (98,91%) |
| Srbi               | 1 (0,12%)    | 1 (0,13%)    | 3 (0,81%)    |
| Muslimani          | 0            | 0            | 0            |
| Jugoslaveni        | 0            | 2 (0,27%)    | 0            |
| ostali i nepoznato | 14 (1,75%)   | 3 (0,40%)    | 1 (0,27%)    |
| ukupno             | 797          | 737          | 369          |

### Popis 2013.
| Podgradina         |              |
| Godina popisa      | 2013.        |
| Hrvati             | 704 (99,72%) |
| Srbi               | 1 (0,14%)    |
| Bošnjaci           | 0            |
| ostali i nepoznato | 1 (0,14%)    |
| ukupno             | 695          |

## Vanjske poveznice
- Podgradina.net